# حلقي البنتين
حلقي البنتين هو ألكين حلقي قابل للاشتعال وله الصيغة الكيميائية C5H8 وله رقم CAS بقيمة 142-29-0. وهو سائل شفاف عديم اللون وله رائحة تشبه البنزين.